# Рыжик (фильм, 1960)
«Рыжик» — советский чёрно-белый художественный фильм, экранизация одноимённой повести Алексея Свирского.

## Сюжет
Подкидыш Санька сбегает от приёмных родителей. Познакомившись с весёлым бродячим актёром Полфунта, он отправляется с ним в Одессу. Но обстоятельства разлучают их, и Санька уезжает на поезде в тёмную жизнь воровского притона Одессы. Через некоторое время Санька и актёр встречаются в Санкт-Петербурге. Во время выполнения трюков на канате на уличной сцене Полфунта срывается вниз. Артист смертельно ранен и умирает в ярмарочном бараке. Перед смертью он раскаивается в прожитой жизни и просит Саньку вернуться к родителям, «сделаться человеком» и «жить для жизни».

## В ролях
- Серёжа Золотарёв — Рыжик
- Саша Крынкин — Спирька Вьюн
- Таня Заляйс — Дуня
- Володя Ралетнев — Ваня
- Серёжа Гордеев — Мошка-Каракум
- Софья Павлова — Аксинья
- Иван Савкин — Тарас
- Валерий Заливин — Полфунта
- Павел Тарасов — Дед Архип
- Владимир Белокуров — ткач
- Г. Заичкин — Андрей-Воин
- Борис Буткеев — Лёнька Фомкач
- Е. Зубовский — Федька-Косоручка